# 上風連
上風連（かみふうれん）は北海道根室振興局管内の野付郡別海町にある集落のひとつである。

## 人口
496人、143世帯（2010年現在）

## 地域
- 中央町内会
- 開南町内会
- 上南・香川町内会
- 東部町内会

## 地理
- 別海町南部に位置し集落の南側は浜中町、北側は中標津町東側は根室市と接している。
- 浜中町との町境には風蓮川が流れている。この風蓮川にはイトウが生息していることが確認されており、地域団体などによって周辺の自然の保全活動が行われている。
- 集落全体を通して根釧原野らしい丘陵地帯で、北海道的な牧場風景が広がっている。

## 経済

### 産業
主は酪農。一部を除いて、ほとんどの酪農家は道東あさひ農業協同組合の組合員である。

### 郵便局
上風連郵便局

### 小売店
- Aコープ上風連店
- ホクレンSS　上風連給油所
- 森重商店

## 公共機関
別海町役場上風連地区連絡事務所（以前は出張所という形で運営されていたが、行政サービス範囲の見直しによって平成20年度から現在の形に至る）

## 教育

### 保育園
- 上風連へき地保育園

### 小学校
- 別海町立上風連小学校

### 中学校
- 別海町立上風連中学校

通学区域が広範囲に渡るため児童、生徒の登下校は基本的に町によってスクールバスが運行されている。

## 交通機関
別海町バスターミナル発着の町営バスが一日往復1便運行しているのみである。かつては別海村営軌道が運行されており、牛乳缶の集荷などをしていた歴史もある。

### 道路
都道府県道
- 北海道道123号別海厚岸線・北海道道449号別海浜中停車場線
- 北海道道813号上風連大別線
- 北海道道928号上風連中西別線
- 北海道道930号上風連奥行線

## 名所・祭事
- 夏だ！まつりだ！上風連（8月中旬ごろ）
- 連合町内会対抗大運動会